# Spangbergiella abdita
Spangbergiella abdita är en insektsart som beskrevs av Freytag 2001. Spangbergiella abdita ingår i släktet Spangbergiella och familjen dvärgstritar. Inga underarter finns listade i Catalogue of Life.